# Stenocercus percultus
Stenocercus percultus är en ödleart som beskrevs av  John E. Cadle 1991. Stenocercus percultus ingår i släktet Stenocercus och familjen Tropiduridae.
Artens utbredningsområde är Peru. Inga underarter finns listade i Catalogue of Life.